# كاربو
كاربو (بالإنجليزية: Carpo)‏ هو قمر طبيعي تابع لكوكب المشتري، يسمى أيضاً بالمشتري السادس والأربعون، وقد اكتشف فريق من علماء الفلك من جامعة هاواي بقيادة العالم الفلكي سكوت شيبارد في عام 2003،  وقد تمت تسمية هذا القمر بهذا الاسم في أوائل عام 2005 نسبة إلى كاربو ابنة زيوس كبير الآلهة حسب أساطير الميثولوجيا الإغريقية.